# István Sőtér
István Sőtér (n. 1 iunie 1913, Seghedin – d. 7 octombrie 1988, Budapesta) a fost un scriitor, critic și istoric literar, eseist maghiar. A fost soțul artistei plastice Veronika Jász.

## Biografie
Tatăl și unchiul său au murit în Primul Război Mondial, a fost crescut de mama și de mătușa sa. A terminat liceul la colegiul piarist Dugonics András Piarista Gimnázium din Seghedin. Între anii 1931-1935 a fost membru al colegiului budapestan Eötvös Kollégium (Colegiul Eötvös), secția franceză-maghiară-germană. În perioada 1935-1936 a fost bursier la École Normale Supérieure din Paris. În 1936 devine referent de limbă franceză și bibliotecar la Eötvös Kollégium. Între anii 1936- 1939 lucrează ca funcționar la Biblioteca Universitară a Universității din Budapesta; perioada 1939-1945, pentru el, este o experiență inedită în domeniul activității economice, fiind mai întâi referent la Camera de Industrie și Comerț a Budapestei, apoi, la invitația Asociației Naționale a Industriașilor Maghiari, ocupă funcția de secrtar general al acesteia. Din 1945, devine profesor de literatură la Institutul de Științe Teleki Pál, iar începând din data de 1 august 1946 devine conducătorul adjunct și de la 1 iunie 1947, conducătorul Serviciului al X-lea al Ministerului Educației și Culturii. În perioada 1948-1952 a fost profesor universitar la Universitatea din Seghedin, din 1952 și până la sfârșitul anilor 1960 a funcționat ca profesor universitar și șef de catedră la Universitatea din Budapesta, fiind ales rector în două rânduri: prima dată pentru legislatura 1953-1956, apoi pentru 1963-1966. În 1956 a fost adjunct al Ministrului Educției și Culturii. Între anii 1957-1983, până la pensionare a îndeplinit și funcția de director al Institutului de Istoria Literaturii al Academiei de Științe a Ungariei. A fost membru al Pen Clubului Internațional, în perioda 1960-1969 președintele Pen Clubului Maghiar, între 1970-1973 a fost președintele International Comparative Literature Association (AILC) (Asociația Internațională pentru Literatură Comparată). A fost Doctor al Sorbonei, premiant al Ordre des Arts et des Lettres. Cariera lui științifică și literară a evoluat în paralel, deși ca scriitor de beletristică, în perioada 1949-1960, în afară de o singură schiță publicată, a adoptat tăcerea, totuși a publicat eseuri și recenzii asupra unor opere literare în revistele Válasz (Replica), Magyar Szemle (Revista Maghiară) și Nouvelle Revue de Hongrie (Noua Revistă a Ungariei). Revista Magyarok (Maghiarii) îi publică în anul 1947 drama Júdás (Iuda), prezentat în premieră de absolvenții Institutului de Artă Teatrală pe scena teatrului Ódry Színpad, mai târziu Radioul a prezentat-o în cadrul serialului Rádiószínpad (Scena Radio). Piesa a fost jucată cu mare succes de teatrul Petőfi Színház din orașul Veszprém, cu premiera la 22 martie 1985. A publicat numeroase volume de romane, proză scurtă; de asemenea a făcut traduceri din autorii: Ernest Hemingway, Emily Brontë, Graham Greene, Thyde Monnier.

## Premii și distincții
- Premiul Kossuth (1954)
- Premiul Attila József (1985)

## Opere
- 1939 Fellegjárás (Plimbări printre nori) - roman ISBN 9632705017 / 9789632705019 / 963-270-501-7
- 1940 Francia szellem a régi Magyarországon (Spirit francez în vechea Ungarie)
- 1941 Francia-magyar művelődési kapcsolatok (Legături culturale franco-maghiare)
- 1941 Jókai Mór
- 1941 A templomrabló (Jefuitorul de  biserici)
- 1944 Francia-magyar művelődési kapcsolatok (Legături culturale franco-maghiare)
- 1945 A kísértet (Stafia)
- 1946 Magyar-francia kapcsolatok (Legături maghiaro-franceze)
- 1946 Játék és valóság (Joc și realitate)
- 1946 Budai átkelés (Traversarea din Buda)
- 1946 Bűnbeesés (Căderea în păcat)
- 1948 Hídszakadás (Rupere de pod)
- 1948 Sötétkamra (Camera obscură)
- 1951 Egy özvegyasszony élete (Viața unei văduve)
- 1951 A szegedi textilkombinát (Combinatul Textil din Seghedin)
- 1951 Eötvös József
- 1953 Eötvös József
- 1956 Romantika és realizmus (Romantism și realism)
- 1957 Világtájak (Peisaje mondiale)
- 1959 Madártávlat (Vedere aeriană)
- 1960 Édenkert (Grădina Edenului)
- 1965 A magyar irodalom története (Istoria literaturii maghiare)
- 1968 Vacsora Carmelben (Cină în Carmel)
- 1971 Az ember és műve (Omul și opera sa)
- 1974 Az elveszett bárány (Mielul pierdut), ISBN 9631500713 / 9789631500714 / 963-15-0071-3
- 1975 Bakator (Bacator) ISBN 9632701585 / 9789632701585 / 963-270-158-5
- 1976 Werthertől Szilveszterig (De la Werther la Szilveszter)
- 1978 Tiszta Emma
- 1978 Budai Oroszlán (Leul din Buda) - roman, ISBN 9631510530 / 9789631510539 / 963-15-1053-0
- 1984 Komoly ének (Cântec sobru) - volum de povestiri, Editura Szépirodalmi Könyvkiadó (Editura pentru Literatură), ISBN 9631525813 / 9789631525816 / 963-15-2581-3
- 1988 Bárányt szoptató Oroszlán (Leul alăptând mielul) - roman, ISBN 9631534634 / 9789631534634 / 963-15-3463-4

### Traduceri
- Graham Greene: Hatalom és Dicsőség (Putere și glorie) - roman

## Studii critice și recenzii
1. Gábor Halász : A század gyermekei (Copii secolului nostru),  publicat în revista Nyugat (Occident), 1939. II.
2. Imre Kenyeres : Egy új magyar regény (Un nou roman maghiar), publicat în revista Forrás (Izvor), nr.3, 1944
3. Katalin Kótzián : S. I., apărut în periodicul Újhold (Lună nouă), nr.1, 1947
4. László Bóka : S. I. Eötvös könyvének margójára  (Pe chenarul cărții lui S.I.despre Eötvös), editat în revista Irodalmi Újság (Ziar Literar), nr.6 ,1954
5. Az Élet és Irodalom látogatóban S. I-nál (Revista Viață și Literatură în vizită la S. I.)-reporter: E. Fehér Pál, nr.40, 1966
6. A Vigilia beszélgetése S. I.-nal Conversația Gazetei Vigilia cu S. I.) reporter: Béla Hegyi , nr.2 1972
7. B. Nagy László: Arcképvázlat S. I-ról  (Schiță de portret despre S. I.) publicat în revista Jelenkor (Era Noastră), nr.11, 1974
8. Kritikusok műhelyében S. I-nál (În atelierul criticilor, la S.I.) reporter: Erki Edit, publicat în Élet és Irodalom (Viață și Literatură), nr.13, 1975
9. Sőtér István: Pályám emlékezete (Memoria cariei mele), publicat în Új Írás (Scrisul nou) , nr.2, 1976
10. Irodalomtudósaink fóruma (S. I.-nál beszélget Bodnár György (Forul oamenilor științei literaturii-Bodnár György dialoghează la S.I.), publicat în revistaJelenkor (Era Noastră), nr.11, 1977
11. Ferenczi László: S. I.-volum de interviuri, Budapesta, 1979
12. Belohorszky Pál: Önvizsgálat és eszményteremtés  (Introspecție și geneza idealului)-studiu critic apărut în ziarul Népszabadság, 24 mai 1981
13. S. I. irodalmi munkássága. Válogatott bibliográfia (Travaliul literar al lui S.I.Bibliografie selectivă), realizată de  R. Takács Olga, editat în revista  Literatura, nr.1-4, 1983
14. Németh G. Béla: A tudatos életmű-alkotás jegyében(În nota creaței operi conștiente), apărut în Irodalmtörténelmi Közlöny (Comunicări de Istoria Literaturii), nr.4, 1983
15. Papp Sándor beszélgetése S. I.-nal (conversația lui Sándor Papp cu S.I.), publicat în Tiszatáj (Regiunea Tisei), nr.5, 1985
16. Elveszett otthonok. S. I.-nál beszélget Kabdebó Lóránt (Jelenkor, 1986. 9. sz.);
17. Búcsú S. I.-tól: Köpeczi Béla (Magy. Tudomány, 1988. 42. sz.);
18. Rév Mária :referințe apărute în Filológiai Közlöny (Comunicări de filoglogie), nr.3, 1989
19. Rónay László:referințe apărute în revista Helikonnr. 3-4, 1989
20. Wéber Antal:referințe apărute în revista Irodalmtörténelmi Közlöny (Comunicări de Istorie Literară), nr. 4, 1989
21. József Szili: In memoriam (ICLA Bulletin, Published at Brigham Young University, Spring 1989)
22. Juhász Ferenc: A jégverem utcai harangok (Clopotele din strada ghețarului), poezie,publicată în Új Írás (Scrisul Nou), nr.6, 1988.
23. Juhász Ferenc: Sugárjátszó őszi napfogyatkozás (Eclipsa irizantă de toamnă), poezie apărută în Új Írás (Scrisul Nou), nr.1, 1990